# Ident
Ident (читається ідент) — це протокол, описаний в RFC 1413. Він призначений для ідентифікації користувача, який встановлює TCP — з'єднання. Сервер, який реалізує протокол ident, називається identd (ідент де).

## Схема роботи

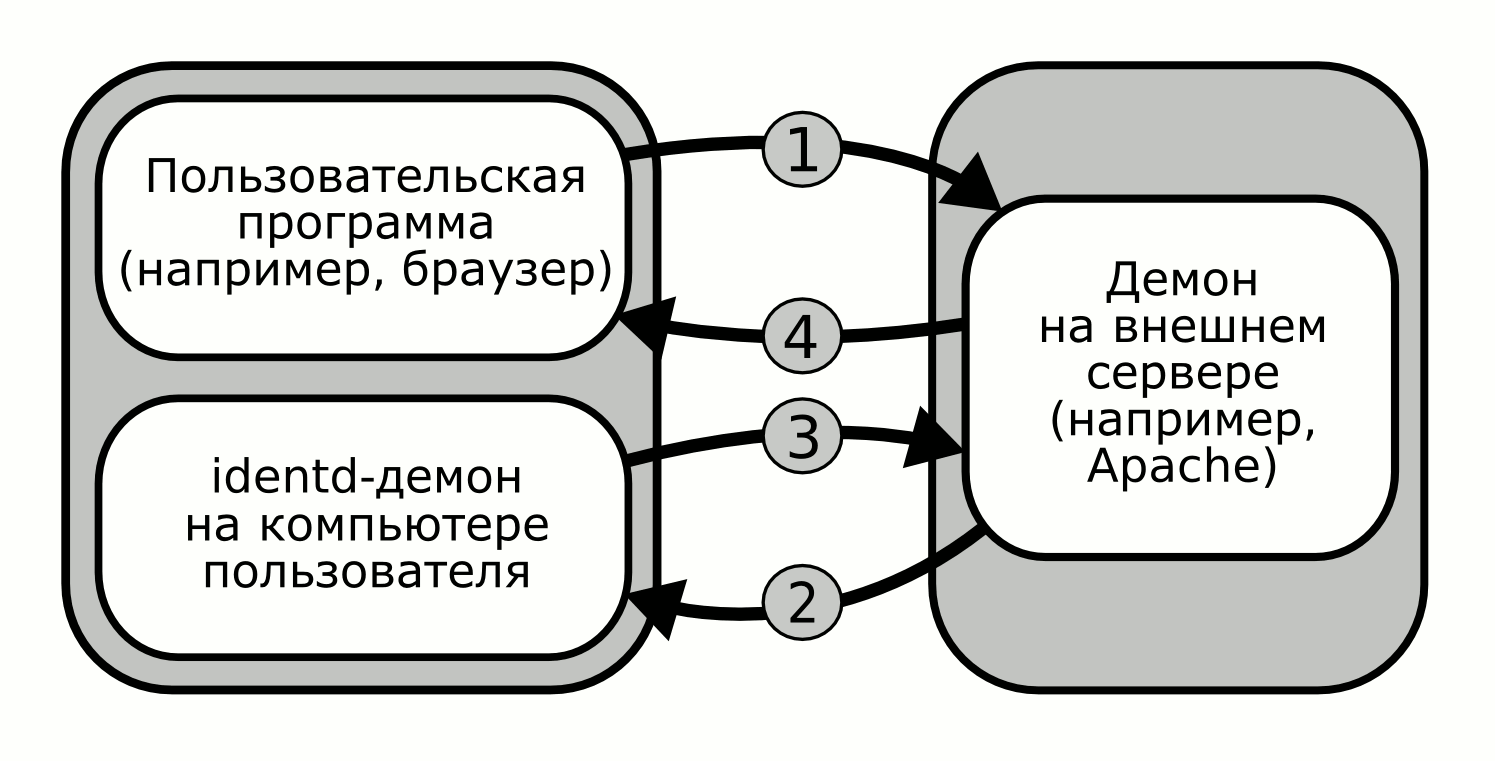

Початкові умови: на комп'ютері клієнта працює identd. Клієнт звертається до зовнішнього сервера, який вміє виконувати ident-перевірку.
1. Клієнт посилає запит.
2. Перед надсиланням відповіді сервер запитує у клієнтської машини по порту 113 ім'я користувача, який зробив запит, і вказує номери портів з'єднання з обох сторін.
3. Identd, слухає порт 113, відправляє відповідь.
4. Сервер отримує відповідь і що-небудь з ним робить (скажімо, пише в лог), після чого, в свою чергу, відсилає відповідь клієнту[1].

## Застосування ident
- У IRC: деякі IRC-сервера вимагають обов'язкової відповіді від identd на стороні входить до мережі користувача.
- Для фільтрації спаму, виходить з локального комп'ютера (наприклад, на хостингах): програма sendmail запитує у identd, хто надіслав листа, і приписує до листа справжнє ім'я відправника. Якщо «підписаний» лист зі спамом потрапить після цього на інший комп'ютер під тим же адміністративним контролем, то локальний спамер буде моментально виявлений та (згодом) заблокований.
- Для аутентифікації в межах одного комп'ютера в тих ОС, в яких немає можливості перевірити відправника повідомлення через UNIX-сокет (Схема unix credentials)[1].

## Обмеження безпеки
- Ніколи не можна довіряти даним, які надходять від чужих ident-серверів (тобто тих, які налаштовував не сам користувач), тому що вони можуть бути підроблені/приховані. У жодному разі не можна використовувати identd для аутентифікації по мережі, навіть у випадку з довіреними клієнтами, так як злом клієнтської машини призведе до злому сервера, який довіряє їй.(див. також міжсистемна довіра).
- Іноді для клієнта буває небажаним «світитися» в інтернеті. Прикладом того можуть служити різні боти, які працюють за будь-якої причини з привілеями користувача root. Деякі ident-сервери надають можливість контрольованого маскування деяких користувачів[1].

## Реалізації
Протокол ident — це de-facto найбільш популярна тема для просунутого «Hello, World» (тобто, найкращий напрямок при серйозному вивченні програмування). У зв'язку з цим, кількість демонів, які його реалізують, величезна. Нижче наведені посилання на найбільш поширені і найчастіше використовувані сервера такого класу.
- Oidentd — найбільш поширений Identd сервер [Архівовано 22 серпня 2010 у Wayback Machine.]
- FakeIdentd
- DummyIdentd — фальшивий агент [Архівовано 13 березня 2006 у Wayback Machine.]